# Succinimontia infleta
Succinimontia infleta là một loài bọ cánh cứng trong họ Latridiidae. Loài này được Zherichin in Zherikhin miêu tả khoa học năm 1977.